# گویبر
گویبر (به انگلیسی: Gwibber) یک کلاینت میکروبلاگینگ برای میزکار گنوم است که به صورت نرم‌افزار آزاد منتشر می‌شود. این برنامه که از بسیار از شبکه‌های اجتماعی محبوب همانند فیس‌بوک، توئیتر و غیره پشتیبانی می‌کند، به کاربر اجازه می‌دهد تا از طریق تنها یک پنجره و یک نرم‌افزار همه آنها را کنترل کند. این برنامه توسط Ryan Paul که از نویسندگان آرز تکنیکا است، نوشته شده است. این برنامه تنها بر روی سیستم‌عامل لینوکس اجرا می‌شود و به زبان پایتون و با استفاده از پای‌جی‌تی‌کی نوشته شده است. اوبونتو ۱۰٫۰۴ و نسخه‌های جدیدتر از آن، این برنامه را به صورت پیشفرض به همراه خود دارند. در سال ۲۰۱۳ این برنامه به Friends تغییر نام داد و رابط کاربری آن به زبان کیوام‌ال نوشته شد.